# 面食い
| ウィキペディアには「面食い」という見出しの百科事典記事はありません（タイトルに「面食い」を含むページの一覧/「面食い」で始まるページの一覧）。 代わりにウィクショナリーのページ「めんくい」が役に立つかもしれません。 |